# Xicots de Valls
Els Xicots de Valls van ser una colla castellera de Valls, a l'Alt Camp, que va actuar entre els anys 1988 i 1989. Vestien camisa vermella amb una franja horitzontal blanca, com l'escut i la bandera de Valls.

## Història
La creació de la colla va sorgir d'un grup de joves aficionats als castells, després de la Diada de Santa Úrsula del 1987. Inicialment va estar formada per castellers de les altres dues colles de la ciutat, la Colla Vella i la Colla Joves, tot i que també va incorporar persones que no estaven vinculades a cap de les dues entitats. El primer lloc d'assaig de la colla va ser la plaça dels Quarters de Valls.
La colla va fer la primera actuació a la plaça del Pati de Valls el 29 de maig del 1988, on van estrenar el 3 de 6, el 4 de 6 i el 2 de 6. Poc menys d'un mes més tard, els Xicots ja van actuar a la plaça del Blat, considerada el "quilòmetre zero" del món casteller, el dia de Sant Joan, la Festa Major de Valls. La colla es va situar a la part dreta de l'Ajuntament, al carrer de la Cort, i això va fer que la Colla Vella s'hagués de desplaçar cap al centre de la plaça. Els Xicots van intentar per primer cop un castell de set, el 4 de 7, que els va quedar en intent, igual que el pilar de 5 que ja havien provat el dia anterior. Finalment, la colla només va sortir de plaça amb un pilar de 4.
Una setmana més tard, el 2 de juliol, van portar a plaça, a Santa Coloma de Gramenet, els seus dos primers intents de 3 de 7: un, que van desmuntar, i l'altre, que va caure.
El 30 de setembre del mateix 1988, els Xicots de Valls van participar per primera i única vegada al XII Concurs de castells de Tarragona, on van carregar el seu primer castell de set: el 3 de 7. Van acompanyar-lo del 2 de 6, el 5 de 6, i el pilar de 5 carregat, que també va ser el primer del seu historial. Una actuació amb la qual van quedar en la quinzena posició, per davant de la Colla Jove de Vilanova, els Vailets de Gelida i els Castellers de Castelldefels.
La colla va acabar la temporada amb la seva millor actuació, per Santa Úrsula, el 23 d'octubre. Hi van descarregar, per primer cop, dos castells de set: el 4 de 7 i el 3 de 7, a més del 2 de 6, i van carregar el pilar de 5.
La temporada següent, els Xicots van tornar a intentar el 3 de 7, sense èxit, a la diada del seu primer aniversari. Els problemes interns i la falta de persones a l'assaig van fer mella en la colla i tant per Sant Joan, com pel Firagost i per la Diada Nacional ja només van portar a plaça castells de sis. Sí que van poder descarregar el pilar de 5 per primera vegada a les Completes de la seva Festa Major, el 23 de juny.
La seva última actuació va ser a la Diada del Mil·lenari de Catalunya, a Salou, l'1 d'octubre del 1989. Hi van descarregar el 2 de 6 i van fer un intent de 3 de 7.